# Кючюк, Фазыл
Фазы́л Кючю́к (тур. Fazıl Küçük, 14 марта 1906, Никосия — 15 января 1984, Лондон) — кипрский политик, лидер турок-киприотов в борьбе за независимость от Великобритании, первый вице-президент Кипра.
Фазыл Кючюк родился в крестьянской семье в пригороде Никосии и после окончания Высшей турецкой школы в Никосии получил медицинское образование в университетах Стамбула, Лозанны и Парижа. Закончив последний в 1937, он вернулся на родину и приступил к медицинской практике в столице, однако уже в 1941 основал и стал главным редактором газеты «Голос народа» (тур. Halkın Sesi), ставшей выразителем идей турецкой общины Кипра. Из-за своей националистической направленности газета не разрешалась британскими властями до 1942. В 1943 Кючюк стал одним из основателей организации «КАТАК» (Ассоциация турецкого меньшинства острова Кипр), но вскоре из-за конфликта с её членами организовал «Турецкую кипрскую партию национального союза» и стал лидером турецкой общины острова, руководя вооружённой борьбой турок против ЭОКА, организованной террористами из ТМТ. В 1955 была основана «Кипрская турецкая партия», поддерживавшая таксим — (тур. taksim — «раздел») раздел острова и присоединение турецкой части к Турции.
На Лондонской и Цюрихской конференциях в 1959 Кючюк представлял турецкую общину и подписал с лидером греков Макариосом соглашение о разделе власти между общинами и провозглашении независимого Кипра. 3 декабря 1959 он как единственный кандидат был избран вице-президентом страны, представляющим по конституции более малочисленную турецкую общину и вступил в должность 16 августа 1960, однако после попыток Макариоса изменить конституцию в 1963 и начала этнических волнений самоустранился от выполнения обязанностей и возглавил 21 декабря 1963 «Генеральный комитет турок-киприотов», а с 1967 — «Временную турецкую администрацию Кипра», руководившую турецкой общиной и вооружёнными акциями против представителей греческой администрации.
18 февраля 1973, за год до турецкого вторжения на Кипр, Кючюк по состоянию ушёл в отставку, уступив пост Рауфу Денкташу, и продолжил журналистскую деятельность. В 1984, через год после провозглашения независимости Турецкой Республики Северного Кипра, он умер в Вестминстерском госпитале в Лондоне.